# Yu Kobayashi
Yu Kobayashi (小林 悠, Kobayashi Yu), né le 23 septembre 1987 à Aomori, est un footballeur international japonais évoluant au poste d'attaquant au Kawasaki Frontale.

## Biographie
Yu Kobayashi commence sa carrière professionnelle au Mito HollyHock, club de J-League 2. Il ne dispute que 5 matchs avec ce club.
En 2010, il rejoint le Kawasaki Frontale, équipe de J-League 1.
Le 20 février 2021, remplaçant au début du match, Kobayashi donne la victoire au Kawasaki en Supercoupe du Japon en marquant dans les arrêts de jeu contre le Gamba Osaka (3-2).

## Palmarès

### En club
Kawasaki Frontale
- Championnat du Japon
  - Champion en 2017, 2018 et 2020
- Coupe du Japon
  - Vainqueur en 2020
- Coupe de la Ligue japonaise
  - Vainqueur en 2019
- Supercoupe du Japon
  - Vainqueur en 2019 et 2021

### Distinctions personnelles
- Membre du Best Eleven de la J1 League en 2016 et 2017
- Meilleur buteur de la J1 League en 2017 (23 buts)
- Meilleur joueur de la J1 League en 2017